# Кузнечная улица (Зеленогорск)
Кузне́чная у́лица — улица в городе Зеленогорске Курортного района Санкт-Петербурга. Проходит от дома 24а по проспекту Ленина до Кавалерийской улицы.
С 1920-х годов именовалась Pajakatu. Слово paja с финского языка переводится как кузница. Вероятно, в те времена в этом месте существовала кузница.
После войны финское название «перевели» на русский язык в виде Кузнечной улицы. Тогда же рядом появился Кузнечный переулок.
Нумерация по нечётной стороне начинается с № 5.

## Застройка
- № 2 — жилой дом (1960 год[2])
- № 5 — жилой дом (1960 год[2])
- № 7а — жилой дом (1961 год[2])
- № 13 — жилой дом (до 1917 года[2])

## Перекрёстки
- Кузнечный переулок
- Кавалерийская улица